# Berufsverband Österreichischer Psychologinnen und Psychologen
Der Berufsverband Österreichischer Psychologinnen und Psychologen (BÖP) vertritt als Berufsverband die Interessen der Psychologinnen und Psychologen und Studierende der Psychologie in Österreich, wurde 1953 gegründet und hat mehr als 7.200 Mitglieder. Präsidentin ist Beate Wimmer-Puchinger.

## Geschichte
Im Jahr 1953 gründeten Otto Pawlick, Ernst Hofer und Erich Mittenecker den BÖP, und zielten darauf ab, die Interessen akademischer Psychologinnen und Psychologen zu vertreten. In den folgenden Jahren setzte sich der Verband für gesetzliche Regelungen, Ethikrichtlinien und die Stärkung der Position von Psychologinnen und Psychologen ein.
In den 90er Jahren wurde das erste Psychologengesetz verabschiedet, nachdem der Verband jahrzehntelang dafür gekämpft hatte. Weitere Entwicklungen umfassten die Gründung von Fachsektionen, Landesgruppen und die Zusammenarbeit mit anderen psychologischen Organisationen.
Die 2020er Jahre waren durch Professionalisierungsmaßnahmen und bedeutende Projekte zur psychologischen Unterstützung gekennzeichnet. Der Verband feierte sein 70-jähriges Bestehen und erreichte eine Mitgliederzahl von über 6.700. Im Jahr 2024 konnte ein weiterer Meilenstein erreicht werden:
Klinisch-psychologische Behandlung wurde nach jahrzehntelanger berufspolitischer Arbeit des BÖP Kassenleistung. Ebenfalls im Jahr 2024 waren erstmals in der Geschichte des Vereins mehr als 7.000 Personen Mitglied des BÖP.

## Struktur
Der BÖP ist Gründungsmitglied der Europäischen Föderation der Berufsverbände von Psychologen (EFPA), Mitglied der Arbeitsgemeinschaft der Verbände deutschsprachiger Psychologinnen und Psychologen (ADP) und mit der Österreichischen Gesellschaft für Psychologie (ÖGP) in einer gemeinsamen Föderation.
Der BÖP umfasst 13 Fachsektionen (Arbeits-, Wirtschafts- und Organisationspsychologie, Gesundheitspsychologie, Gerontopsychologie, Kinder-, Jugend- und Familienpsychologie, Klinische Psychologie, Mediation, Notfallpsychologie, Pädagogische Psychologie, Psychotherapie, Rechtspsychologie, Sportpsychologie, Verkehrspsychologie und Traumapsychologie), neun Landesgruppen und Studierende im BÖP | BÖP-S.
Der BÖP gibt die Zeitschrift Psychologie in Österreich heraus und hat eine eigene Akademie für Psychologie (ÖAP), die sowohl Fort- und Weiterbildungsveranstaltungen für Psychologinnen und Psychologen als auch Veranstaltungen über psychologische Themen für Nicht-Psychologinnen und Nicht-Psychologen anbietet.

## Belege
1. ↑  https://www.boep.or.at/aktuelles/detail?news_item_id=5ffd6dd23c15c82b9d00002e (Stand: 01/2020)
2. ↑  Geschichte des BÖP · BÖP. Abgerufen am 9. Februar 2024.